# 8410 Hiroakiohno
8410 Hiroakiohno este un asteroid din centura principală de asteroizi.

## Descriere
8410 Hiroakiohno este un asteroid din centura principală de asteroizi. A fost descoperit pe 24 august 1996 la Kushiro de Seiji Ueda și Hiroshi Kaneda. Asteroidul prezintă o orbită caracterizată de o semiaxă mare de 3,23 ua, o excentricitate de 0,17 și o înclinație de 2,7° în raport cu ecliptica.